# Lawrence Pentland
Lawrence Henry Pentland (Marquette, 6 aprile 1879 – Winnipeg, 2 novembre 1923) è stato un giocatore di lacrosse canadese, vincitore di una medaglia d'oro nel lacrosse maschile a squadre ai Giochi della III Olimpiade.

## Palmarès
In carriera ha conseguito i seguenti risultati:
- Giochi olimpici

Saint Louis 1904: oro nel lacrosse maschile a squadre.